# Rasheed Wallace
Rasheed Abdul Wallace (Filadelfia, 17 settembre 1974) è un ex cestista e allenatore di pallacanestro statunitense, professionista nella NBA.
Nato a Philadelphia, ha giocato per la University of North Carolina at Chapel Hill, prima di passare alla NBA nel 1995. Originariamente selezionato dai Washington Bullets alla quarta scelta nel Draft NBA del 1995, è stato poi ceduto ai Portland Trail Blazers nella stagione successiva. A Portland è stato un giocatore chiave che ha contribuito a portare la squadra alle finali di Western Conference del 1999 e 2000. È stato un giocatore del NBA All-Star nel 2000 e nel 2001. Nella sua stagione migliore (2002) ha mantenuto una media di 19,4 Punti per partita. È stato inserito nella seconda squadra All-Rookie dopo la sua prima stagione.
Durante la stagione 2003-04 Portland lo scambia con gli Atlanta Hawks, dove ha giocato una sola partita prima di essere ceduto ai Detroit Pistons. Con i Pistons, Wallace ha vinto il campionato NBA nel 2004, ma ha perso le finali NBA nella stagione successiva. Singolarmente, È stato convocato all'All-Star Game NBA nel 2006 e nel 2008. Dopo la stagione 2008-09 ha lasciato i Pistons come free agent e ha firmato con i Boston Celtics, dove ha giocato fino al 2010. Ha firmato un contratto per giocare un anno per i New York Knicks nel 2012.
È attualmente il leader della NBA per falli tecnici con 317. Wallace detiene anche il record per singola stagione di falli tecnici. Nella stagione 2000-01, Wallace ha ricevuto 41 falli tecnici in un arco di 80 partite, circa un fallo tecnico per ogni due partite. Il 17 aprile 2013, Wallace ha annunciato il suo secondo ritiro.

## Caratteristiche tecniche
È stato principalmente un'ala grande e all'occorrenza un centro. Giocatore molto carismatico e dal carattere estroverso, qualità che lo hanno portato a collezionare in campo numerosi falli tecnici, ma anche caratterizzato da un QI cestistico fuori dal comune; riguardo a questo Bill Ellerbee, suo coach ai tempi della Simon Gratz High School, disse: "è troppo avanzato, non siamo noi ad allenare lui, è lui che allena noi". Discreto al rimbalzo, ambidestro al tiro e capace di destreggiarsi in fase offensiva sia sotto canestro, sia al tiro dalla media distanza e anche nel tiro da 3 punti, mettendo a referto in questa disciplina statistiche inusuali per la sua posizione (durante la permanenza a Detroit ha fatto registrare in totale 4,2 tentativi di tripla per partita). Altra sua caratteristica è stata la precisione nel passaggio a lungo raggio per innescare il contropiede a seguito di un rimbalzo difensivo.

## Carriera

### Giocatore

#### College
Ha frequentato la University of North Carolina at Chapel Hill dell'allenatore Dean Smith. Durante il suo breve periodo presso la North Carolina, le giocate di Wallace hanno avuto risonanza sotto i riflettori nazionali. È stato nominato nella seconda squadra dell'All-American dall'AP al suo secondo anno.
Wallace e il suo futuro compagno di NBA Jerry Stackhouse hanno aiutato a condurre i Tar Heels (come vengono chiamati gli abitanti della North Carolina) alla Final Four NCAA nel 1995. Ha lasciato la North Carolina per entrare nel draft NBA 1995, dopo la sua stagione da sophomore per essere selezionato con la quarta scelta assoluta dai Washington Bullets.

#### Washington Bullets (1995–1996)
Come rookie con i Bullets, ha giocato in 65 partite, di cui 51 nel quintetto titolare sostituendo l'infortunato Chris Webber. Wallace è stato selezionato per la squadra di rookie per il All-Star Weekend. Alla fine dell'anno, si rompe il pollice sinistro durante una partita contro Orlando e non è tornato fino alla successiva stagione. Wallace ha segnato 655 punti e ha giocato 1.788 minuti durante la sua stagione di rookie a Washington.
A Washington gioca un buon anno: la sua media punti è di 10,1, ma la presenza in squadra di due stelle come Chris Webber e Juwan Howard, che giocano all'incirca nel suo stesso ruolo, ne limitano l'impiego e le prospettive future. Viene così scambiato con i Portland Trail Blazers, nell'estate del 1996, mentre nella capitale si trasferisce Rod Strickland.

#### Portland Trail Blazers (1996–2004)
A Portland trova una squadra molto più competitiva rispetto a quella di Washington. Wallace diventa subito il terzo marcatore della squadra, e dopo un periodo di esitazione gli viene dato il ruolo di ala grande titolare. Nella stagione 1996-97, per la prima volta in carriera, gioca i play-off, dove però i Blazers vengono eliminati al primo turno dai Los Angeles Lakers.
L'anno dopo, con il nuovo coach Mike Dunleavy, il suo peso all'interno della squadra cresce ancora, dato che il suo minutaggio sale da 30 a 37 minuti a partita. Dietro Isaiah Rider e Arvydas Sabonis è ancora il terzo marcatore di squadra. Nei play-off arriva però un'altra eliminazione al primo turno, per mano sempre dei Lakers. Nella stagione corta 1998-99 i Blazers diventano una delle potenze della Western Conference: nei play-off eliminano prima i Phoenix Suns e poi gli Utah Jazz; devono però arrendersi in finale di Conference contro i San Antonio Spurs. Per Wallace questi play-off sono la consacrazione al livello di stella, dato che su un palcoscenico importante duella alla pari con gente come Karl Malone e Tim Duncan. L'anno dopo, con le aggiunte di Steve Smith e l'esperienza di Scottie Pippen, i Blazers riprovano l'assalto alla finale NBA. In stagione regolare Wallace è il primo marcatore di squadra con 16,4 punti a partita. Nei play-off i Blazers eliminano prima i Minnesota Timberwolves, poi gli Utah Jazz, ma sono sconfitti nella finale di Conference dai Los Angeles Lakers, al termine di una serie di sette partite molto combattute.
Per Portland è una notevole delusione. Dopo questa eliminazione i dissidi in spogliatoio e i gesti sconsiderati di alcuni giocatori aumentano. Nelle stagioni a seguire Wallace si distingue per questi atti sconsiderati, vincendo più volte la classifica NBA per il maggior numero di falli tecnici. Il talento mantiene la squadra in linea di galleggiamento, e nelle stagioni 2000-01, 2001-02 e 2002-03 la squadra viene sempre eliminata al primo turno di play-off. Il gesto più sconsiderato di Wallace avviene durante una partita di regular season quando, dopo aver avuto un litigio con l'arbitro Tim Donaghy, lo aspetta a fine partita fuori dall'impianto di gioco per cercare di ottenere giustizia. A metà della stagione 2003-04, nell'opera di depurazione dello spogliatoio dei Blazers da elementi non tranquilli, Wallace viene ceduto, insieme a Wesley Person, agli Atlanta Hawks in cambio di Theo Ratliff, Dan Dickau e Shareef Abdur-Rahim.

#### Atlanta Hawks (2004) e Detroit Pistons (2004–2009)
In un fatto quasi unico nella storia NBA, Wallace gioca solo una partita con la maglia degli Hawks, segnando 20 punti con 6 rimbalzi e 5 stoppate. Viene poi scambiato in un giro a tre squadre, finendo ai Detroit Pistons. Alla corte di coach Larry Brown trova una squadra competitiva, formata dalla point guard Chauncey Billups, dalla shooting guard Richard Hamilton, dall'ala piccola Tayshaun Prince e dall'omonimo Ben Wallace come secondo lungo. A detta di tutti Rasheed è il tassello conclusivo per la squadra. Nei play-off i Pistons eliminano prima i Milwaukee Bucks, poi in una serie combattutissima, conclusasi alla settima partita, i New Jersey Nets e infine nella finale della Eastern Conference gli Indiana Pacers. Arrivano così alla finale NBA, ma da sfavoriti, dato che devono affrontare i Lakers del quartetto O'Neal, Bryant, Malone e Payton. In una delle maggiori sorprese delle finali NBA, i Pistons vincono il titolo per 4-1.
L'anno dopo, la cavalcata dei Pistons nei play-off è simile: solo i Miami Heat provano ad ostacolare Detroit, ma la squadra di Larry Brown ha ragione di O'Neal e compagni in sette partite. In finale i "pistoni" incontrano gli Spurs: la serie è molto combattuta, dato che entrambe le squadre sono prettamente difensiviste. In gara-5 e con la situazione appaiata sul 2-2, i Pistons potrebbero portarsi avanti 3-2 con la possibilità di avere due match ball a San Antonio: nel finale punto a punto, tuttavia, i Pistons perdono (forse) per un errore di Rasheed, che raddoppia Manu Ginóbili quasi defilato all'angolo lasciando a Robert Horry la possibilità di segnare il tiro della vittoria. Tuttavia, nonostante tutti i pronostici fossero sfavorevoli, i Pistons sbancarono l'Arena di San Antonio in gara-6 e portarono la serie alla bella. In gara-7, giocatasi questa volta in Texas, i Pistons devono però arrendersi ai padroni di casa. L'anno dopo in panchina non c'è più Brown, bensì Flip Saunders: Detroit compila il miglior record dell'NBA e nei play-off battono prima i Bucks poi, in sette sudate partite, i Cleveland Cavaliers. In finale, però, contro una squadra forte come gli Heat sorgono dei malumori, poiché l'allenatore usa spesso la difesa a zona e i raddoppi, strumenti che sono visti dai cinque titolari come dei dubbi sulle loro capacità difensive. Contro un'ottima Miami i Pistons devono arrendersi in sei gare nonostante il fattore campo sia dalla loro. Anche nelle due stagioni successive la squadra raggiunge la finale di Conference, ma viene battuta prima dai Cleveland Cavaliers sempre per 4 a 2, dopo essere passata in vantaggio per 2 a 0, e poi dai Boston Celtics con il medesimo risultato.
Nei play-off del campionato 2008-2009 Detroit esce invece al primo turno, sconfitta per 4 a 0 da Cleveland.

#### Boston Celtics (2009–2010)
Il 6 luglio 2009 viene ufficializzato, sul sito dei Boston Celtics, l'ingaggio di Rasheed Wallace, dopo la firma di un contratto triennale da circa 11 milioni di dollari.
Il 25 giugno 2010, dopo aver disputato nel complesso una buona stagione con i Celtics, e l'anello sfuggito solo a gara-7 delle Finals contro i Lakers, annuncia a sorpresa il ritiro dal basket giocato benché abbia ancora due anni di contratto. La dirigenza dei Celtics in un primo momento cerca di convincere il giocatore a tornare in rosa; il 10 agosto 2010 però, in seguito all'acquisizione di Shaquille O'Neal, i Celtics decidono di svincolare Wallace pagandogli i due anni rimanenti di contratto.

#### New York Knicks (2012–2013)
Dopo due anni di assenza dal parquet, il 3 ottobre 2012 annuncia il suo ritorno in campo, firmando un contratto con i New York Knicks. Il suo ritorno è stato reso possibile soprattutto grazie alla sua amicizia con Mike Woodson, allenatore dei Knicks e assistente allenatore durante la sua militanza nei Pistons.
Infortunatosi a metà dicembre, Wallace ha poi subito una frattura da stress al piede, che lo ha costretto a rimanere tre mesi lontano dai campi, ma soprattutto lo ha obbligato a rivolgersi ad un chirurgo per l'operazione che gli avrebbe permesso di recuperare in tempo per i play-off. Il 17 aprile 2013 giunge la notizia del suo ritiro.

### Allenatore
Dopo il secondo ritiro, nell'estate del 2013 i Pistons gli offrono un posto come assistente allenatore nello staff di Maurice Cheeks; Wallace accetta, ed inizia così la sua carriera da allenatore. Wallace si occupa dell'allenamento dei lunghi in una squadra che ne annovera, tra le sue file, due giovani ma molto promettenti: Greg Monroe, che i Pistons sperano sia prossimo all'esplosione definitiva, e per il secondo anno Andre Drummond. Inoltre i Pistons avevano acquisito, in estate, un giocatore dall'indubbio talento ma incostante come Josh Smith, che può giocare come ala piccola o come ala grande.
Ha lavorato nei Pistons per la stagione 2013-14, ma non è stato trattenuto dal nuovo allenatore Stan Van Gundy dopo quella stagione.

## Statistiche
| † | Denota le stagioni in cui ha vinto il titolo |

### College
| Anno      | Squadra             | PG | PT | MP   | TC%  | 3P%  | TL%  | RP  | AP  | PRP | SP  | PP   |
| --------- | ------------------- | -- | -- | ---- | ---- | ---- | ---- | --- | --- | --- | --- | ---- |
| 1993-1994 | N. Carol. Tar Heels | 35 | 7  | 20,9 | 60,4 | 0,0  | 60,4 | 6,6 | 0,5 | 0,7 | 1,8 | 9,5  |
| 1994-1995 | N. Carol. Tar Heels | 34 | 34 | 30,3 | 65,4 | 33,3 | 63,1 | 8,2 | 1,0 | 0,5 | 2,7 | 16,6 |
| Carriera  | Carriera            | 69 | 41 | 25,5 | 63,5 | 25,0 | 62,1 | 7,4 | 0,8 | 0,6 | 2,3 | 13,0 |

### NBA

#### Regular Season
| Anno       | Squadra             | PG   | PT  | MP   | TC%  | 3P%  | TL%  | RP  | AP  | PRP | SP  | PP   |
| ---------- | ------------------- | ---- | --- | ---- | ---- | ---- | ---- | --- | --- | --- | --- | ---- |
| 1995-1996  | Washington Bullets  | 65   | 51  | 27,5 | 48,7 | 32,9 | 65,0 | 4,7 | 1,3 | 0,6 | 0,8 | 10,1 |
| 1996-1997  | Portland T. Blazers | 62   | 56  | 30,5 | 55,8 | 27,3 | 63,8 | 6,8 | 1,2 | 0,8 | 1,0 | 15,1 |
| 1997-1998  | Portland T. Blazers | 77   | 77  | 37,6 | 53,3 | 20,5 | 66,2 | 6,2 | 2,5 | 1,0 | 1,1 | 14,6 |
| 1998-1999  | Portland T. Blazers | 49   | 18  | 28,9 | 50,8 | 41,9 | 73,2 | 4,9 | 1,2 | 1,0 | 1,1 | 12,8 |
| 1999-2000  | Portland T. Blazers | 81   | 77  | 35,1 | 51,9 | 16,0 | 70,4 | 7,0 | 1,8 | 1,1 | 1,3 | 16,4 |
| 2000-2001  | Portland T. Blazers | 77   | 75  | 38,2 | 50,1 | 32,1 | 76,6 | 7,8 | 2,8 | 1,2 | 1,8 | 19,2 |
| 2001-2002  | Portland T. Blazers | 79   | 79  | 37,5 | 46,9 | 36,0 | 73,4 | 8,2 | 1,9 | 1,3 | 1,3 | 19,3 |
| 2002-2003  | Portland T. Blazers | 74   | 74  | 36,3 | 47,1 | 35,8 | 73,5 | 7,4 | 2,1 | 0,9 | 1,0 | 18,1 |
| 2003-2004† | Portland T. Blazers | 45   | 44  | 37,2 | 44,2 | 34,1 | 74,2 | 6,6 | 2,5 | 0,8 | 1,6 | 17,0 |
| 2003-2004† | Atlanta Hawks       | 1    | 1   | 42,0 | 33,3 | 16,7 | 100  | 6,0 | 2,0 | 1,0 | 5,0 | 20,0 |
| 2003-2004† | Detroit Pistons     | 22   | 21  | 30,6 | 43,1 | 31,9 | 70,4 | 7,0 | 1,8 | 1,1 | 2,0 | 13,7 |
| 2004-2005  | Detroit Pistons     | 79   | 79  | 34,0 | 44,0 | 31,8 | 69,7 | 8,2 | 1,8 | 0,8 | 1,5 | 14,5 |
| 2005-2006  | Detroit Pistons     | 80   | 80  | 34,8 | 43,0 | 35,7 | 74,3 | 6,8 | 2,3 | 1,0 | 1,6 | 15,1 |
| 2006-2007  | Detroit Pistons     | 75   | 72  | 32,3 | 42,3 | 35,1 | 78,8 | 7,2 | 1,7 | 1,0 | 1,6 | 12,3 |
| 2007-2008  | Detroit Pistons     | 77   | 76  | 30,5 | 43,2 | 35,6 | 76,7 | 6,6 | 1,8 | 1,2 | 1,7 | 12,7 |
| 2008-2009  | Detroit Pistons     | 66   | 63  | 32,2 | 41,9 | 35,4 | 77,2 | 7,4 | 1,4 | 0,9 | 1,3 | 12,0 |
| 2009-2010  | Boston Celtics      | 79   | 13  | 22,5 | 40,9 | 28,3 | 76,8 | 4,1 | 1,0 | 1,0 | 0,9 | 9,0  |
| 2012-2013  | N.Y. Knicks         | 21   | 0   | 14,1 | 38,7 | 31,9 | 70,0 | 4,0 | 0,3 | 0,6 | 0,7 | 7,0  |
| Carriera   | Carriera            | 1109 | 956 | 32,7 | 46,7 | 33,6 | 72,1 | 6,7 | 1,8 | 1,0 | 1,3 | 14,4 |
| All-Star   | All-Star            | 4    | 0   | 19,3 | 25,0 | 10,0 | 75,0 | 3,8 | 0,5 | 1,0 | 0,8 | 4,0  |

#### Play-off
| Anno     | Squadra             | PG  | PT  | MP   | TC%  | 3P%  | TL%  | RP   | AP  | PRP | SP  | PP   |
| -------- | ------------------- | --- | --- | ---- | ---- | ---- | ---- | ---- | --- | --- | --- | ---- |
| 1997     | Portland T. Blazers | 4   | 4   | 37,0 | 58,9 | 40,0 | 55,0 | 6,0  | 1,5 | 0,5 | 0,5 | 19,8 |
| 1998     | Portland T. Blazers | 4   | 4   | 39,3 | 48,9 | 80,0 | 50,0 | 4,8  | 2,8 | 0,5 | 0,5 | 14,5 |
| 1999     | Portland T. Blazers | 13  | 13  | 36,0 | 51,4 | 11,1 | 72,4 | 4,8  | 1,5 | 1,5 | 0,8 | 14,8 |
| 2000     | Portland T. Blazers | 16  | 16  | 37,8 | 48,9 | 61,5 | 77,3 | 6,4  | 1,8 | 0,9 | 1,3 | 17,9 |
| 2001     | Portland T. Blazers | 3   | 3   | 42,7 | 37,3 | 36,4 | 57,1 | 8,0  | 2,3 | 0,3 | 1,0 | 16,7 |
| 2002     | Portland T. Blazers | 3   | 3   | 41,7 | 40,6 | 41,2 | 81,3 | 12,3 | 1,7 | 0,7 | 0,7 | 25,3 |
| 2003     | Portland T. Blazers | 7   | 7   | 37,1 | 45,4 | 40,0 | 71,4 | 5,1  | 2,6 | 0,6 | 0,7 | 17,4 |
| 2004†    | Detroit Pistons     | 23  | 23  | 34,9 | 41,3 | 24,3 | 76,7 | 7,8  | 1,6 | 0,6 | 2,0 | 13,0 |
| 2005     | Detroit Pistons     | 25  | 25  | 33,0 | 43,9 | 33,7 | 74,1 | 6,9  | 1,3 | 1,0 | 1,8 | 13,6 |
| 2006     | Detroit Pistons     | 18  | 18  | 34,9 | 43,0 | 40,5 | 52,7 | 6,3  | 1,8 | 0,6 | 0,8 | 14,1 |
| 2007     | Detroit Pistons     | 16  | 16  | 35,8 | 43,7 | 34,7 | 84,2 | 7,7  | 1,8 | 1,2 | 1,8 | 14,3 |
| 2008     | Detroit Pistons     | 17  | 17  | 34,4 | 42,4 | 32,0 | 74,4 | 6,4  | 1,6 | 1,1 | 1,9 | 13,2 |
| 2009     | Detroit Pistons     | 4   | 4   | 30,5 | 36,7 | 50,0 | 0,0  | 6,3  | 0,8 | 0,5 | 0,3 | 6,5  |
| 2010     | Boston Celtics      | 24  | 1   | 17,1 | 41,6 | 34,5 | 82,8 | 3,0  | 0,4 | 0,4 | 0,6 | 6,1  |
| Carriera | Carriera            | 177 | 154 | 33,0 | 44,4 | 35,2 | 71,7 | 6,2  | 1,5 | 0,8 | 1,3 | 13,5 |

## Palmarès
- Campionato NBA: 1

Detroit Pistons: 2004
- NBA All-Rookie Second Team (1996)
- convocazioni all'All-Star Game: 4

2000, 2001, 2006, 2008
- McDonald's All-American Game (1993)
- NCAA AP All-America Second Team (1995)
- Quarantatreesimo miglior stoppatore di sempre NBA

## Curiosità
- Wallace presenta una piccola chiazza di capelli biondi sulla nuca.
- Oltre che per le sue eccellenti doti tecniche, Rasheed Wallace è famoso anche per il suo comportamento "esuberante" all'interno del campo da gioco, che gli è costato innumerevoli falli tecnici e talvolta anche delle espulsioni. La sua frase più famosa in questo frangente è "Ball don't lie!".
- Wallace chiese di poter allargare l'anello consegnatogli dopo la vittoria del 2004 per poterlo portare sul dito medio.